# Strandhalle (Ueckermünde)

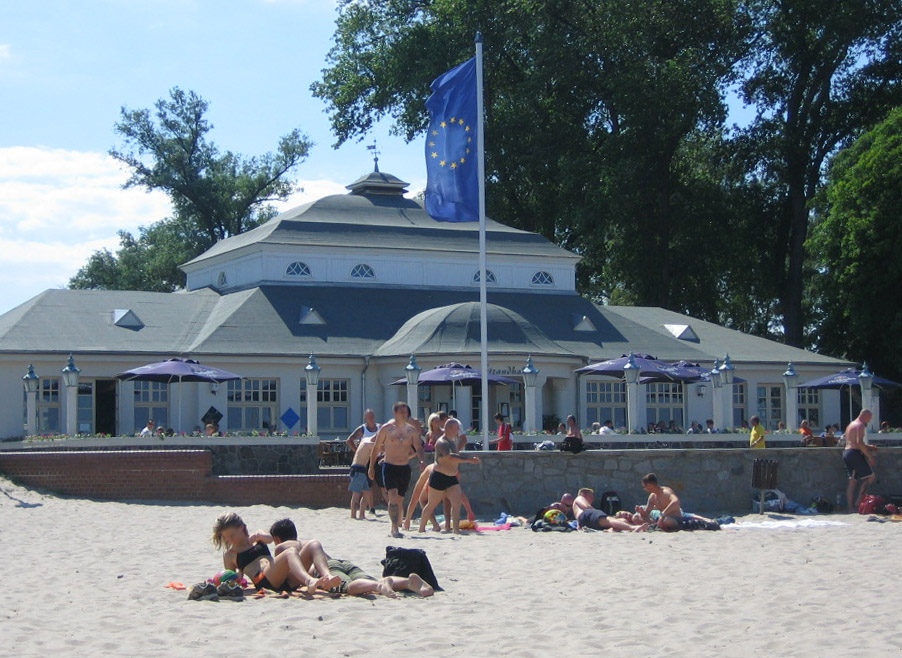
Strandhalle in Ueckermünde

Die Strandhalle mit der Adresse Am Strand 2 in Ueckermünde ist ein denkmalgeschützter gastronomischer Betrieb.

## Geschichte
Die Strandhalle wurde ab 1926 durch den Gemeinnützigen Badeverein Ueckermündes errichtet, der sie zunächst auch betrieb. 1938 wurde eine Terrasse angebaut. Zu DDR-Zeiten war der staatliche Handel der DDR für die Strandhalle zuständig und sie wurde als HO-Selbstbedienungsrestaurant geführt, 1990 wurde sie von der Treuhand übernommen und 1994 an die Stadt Ueckermünde zurückübertragen, die sie an die Radeberger Brauerei verpachtete. Diese führte eine nicht ausreichende Grundsanierung durch. Die Strandhalle wurde bis zum Jahr 2000 als Restaurant betrieben und musste dann wegen eines akuten Wasserschadens und allgemeiner  baulicher Mängel geschlossen werden. Geplant war eine Wiederinbetriebnahme im Jahr 2003. Um eine genügende Auslastung zu erzielen, wurden Pläne gefasst, die Strandhalle mit einem neu zu errichtenden Wellnesshotel zu verbinden. 2004 ging sie in Privatbesitz über.
Die Ueckermünder Strandhalle ist nach grundlegender Sanierung wieder in Betrieb. Sie weist insgesamt etwa 1001 m² Nutzfläche auf, bewirtschaftet werden das Restaurant, die Terrasse, ein großer und ein kleinerer Saal.